# Средний человек (фильм)
«Средний человек» (англ. Middle Man) — американская независимая криминальная чёрная комедия режиссёра и сценариста Неда Кроули. Главные роли исполнили Джим О'Хейр и Эндрю Дж. Уэст. 
Премьера состоялась 10 июня 2016 года на Международном кинофестивале в Сиэтле.

## Сюжет
После смерти своей любимой матери, бухгалтер средних лет Ленни Фриман бросает свою работу, чтобы следовать давней мечте — стать стендап-комиком. Он отправляется на старомодном автомобиле 1953 года в Лас-Вегас, чтобы пройти отбор для участия в конкурсе, который проводит известный шоумен Монте Гай. Фриман, большой поклонник водевилей и комедий начала 20-го века, смущается от трансгрессивного, отвратительного юмора, который предпочитают окружающие. По пути он подбирает загадочного автостопщика по прозвищу Хитч.
Когда Хитч узнает, что Фриман намеревается стать комиком, он делится с ним советами и становится его менеджером. Вскоре Ленни оказывается втянутым в череду кровавых убийств и пересказывая их подробности во время выступлений на сцене, Ленни завоёвывает любовь публики, которая принимает его рассказы за шутки.

## В ролях
- Джим О'Хейр — Ленни Фриман
- Эндрю Дж. Уэст — таинственный попутчик (Хитч)
- Джош Макдермитт — Ти-Бёрд
- Энн Дудек — Грейл
- Чэд Донелла — офицер Флик
- Трейси Уолтер — пастор Рики
- Сэл Ричардс — шоумен Монте Гай
- Дэнни Белроуз — байкер Томми

## Отзывы
На сайте-агрегаторе Metacritic фильм получил рейтинг 37/100, на основании четырёх отзывов. Скотт Тобиас из журнала «Variety» написал, что в фильме «есть только одна большая шутка, и все, что происходит вокруг, является либо многословной подготовкой [к ней] или разочарованием после неё». Кэти Уолш из «Los Angeles Times» отметила, что в фильме слишком много насилия и кровопролития. Том Кеог из The Seattle Times поставил фильму три звезды из четырёх, охарактеризовав его, как простенькую комедию, постепенно переходящую в безумный фарс.
«Средний человек» получил главный приз жюри на кинофестивале в Сиэтле.